# 微毛茴芹
微毛茴芹（学名：Pimpinella puberula）为伞形科茴芹属的植物，为中国的特有植物。分布于俄罗斯、巴基斯坦、阿富汗、叙利亚、伊朗以及中国大陆的新疆等地，见于山地河谷中，目前尚未由人工引种栽培。